# Strefa 51

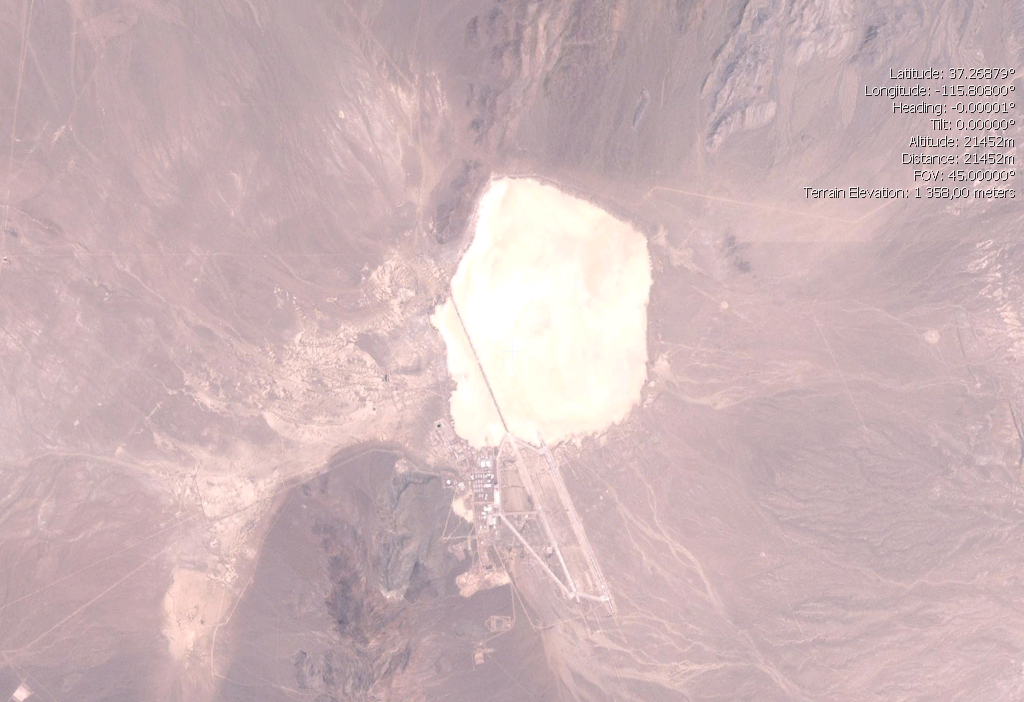
Zdjęcie z satelity

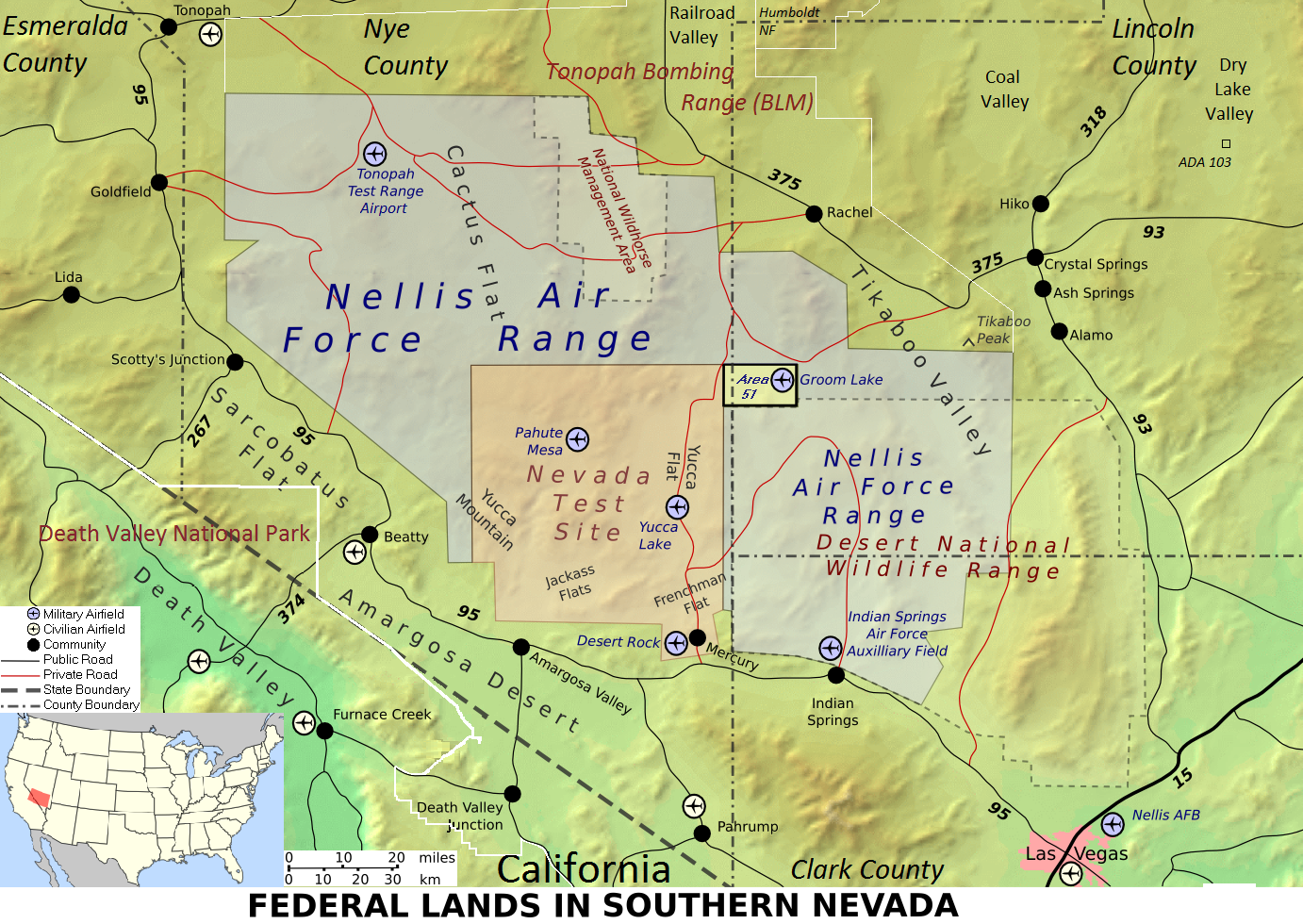
Dokładne położenie bazy

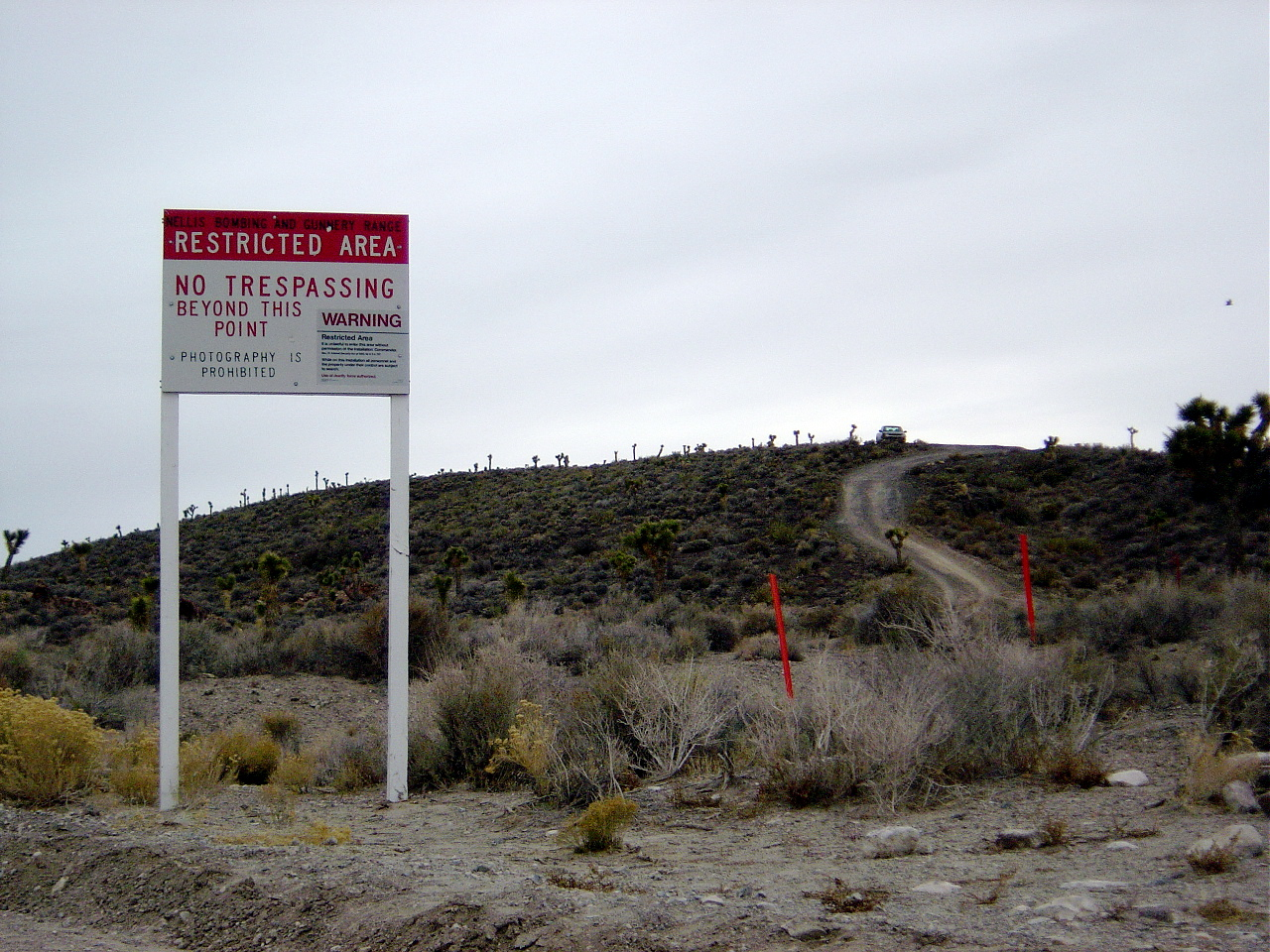
Napis głosi: „Strefa ograniczona. Zakaz poruszania się za tym punktem. Fotografowanie zabronione”. Na szczycie wzgórza można zobaczyć samochód strażników

Strefa 51 (ang. Area 51, Dreamland bądź Groom Lake, oficjalna nazwa: Air Force Flight Test Center, Detachment 3) – amerykańska baza wojskowa służąca do testów nowych rozwiązań technicznych, zbudowana w roku 1955. Znajduje się w zachodniej części hrabstwa Lincoln na południu stanu Nevada, w Strefie Sił Powietrznych Nellis.

## Charakterystyka
Strefa położona jest tuż obok wyschniętego słonego jeziora Groom (ang. Groom Lake) oraz Poligonu Nevada. Dla pewności wybrano fragment pustyni, blisko kraterów po testach atomowych na sąsiednim poligonie.
Dokładne zdjęcia satelitarne wykazały, że znajduje się tam jeden z najdłuższych na świecie pasów startowych o długości 9,5 km przechodzący przez jezioro Groom. Około roku 2000 zbudowano drugi pas o długości 5,5 km. Przestrzeń powietrzną nad bazą uznano za najlepiej i najdokładniej strzeżony obszar powietrzny w całych Stanach Zjednoczonych. W przybliżeniu jest ona wielkości Szwajcarii. Drogą, która odchodzi od drogi 93, można dojechać do wspomnianej bazy wojskowej, a jej długość wynosi około 32 km.

## Historia bazy
Baza powstała w 1955 roku dla Centralnej Agencji Wywiadowczej USA (CIA).
Do roku 2001 rząd USA podtrzymywał, że Strefa 51 nie istnieje. W oświadczeniu ze stycznia 2001 roku, prezydent George W. Bush wspomniał o „terenach operacyjnych położonych przy jeziorze Groom”, co można uznać za pierwsze przyznanie przez rząd Stanów Zjednoczonych, że baza istnieje.
W sierpniu 2013 CIA oficjalnie potwierdziło istnienie bazy.

## Samoloty
Testowano tam samoloty wojskowe, m.in. SR-71 Blackbird, B-2 Spirit oraz F-117 Nighthawk, B-1 Lancer.
Prowadzono również badania broni produkowanej za „żelazną kurtyną” i przejętej różnymi drogami przez Amerykanów, między innymi samolotów MiG.

### Lockheed U-2
Prawdopodobnie pierwszym zrealizowanym projektem był Lockheed U-2. Podczas II wojny światowej baza była używana do ćwiczeń oraz prób zrzucania bomb, a potem nie wykorzystywano jej do 1955 roku, kiedy to została wybrana przez Skunk works Lockheeda jako idealne miejsce do testów U-2. Firma postawiła tam prowizoryczną jednostkę, składającą się z paru schronów, warsztatu oraz domów dla kilkuosobowej załogi. Pierwszy samolot tego typu latał nad Strefą 51 w sierpniu 1956. W tym czasie, na pobliskim poligonie przeprowadzano testy jądrowe, m.in. operację Plumbbob, które często przerywały testy Lockheeda. Jeden z wybuchów, mający miejsce 5 lipca, spowodował nawet opad radioaktywny na terenie bazy, przez co musiała być tymczasowo ewakuowana.

### Blackbird
Lockheed zaczął tworzyć nową konstrukcję A-12 w ramach programu OXCART: 3-Machowy samolot, protoplastę kolejnej konstrukcji – znanej później jako SR-71 Blackbird. Charakterystyka samolotu wymagała potężnego rozbudowania bazy. Do czasu, gdy pierwszy prototyp wzbił się z lotniska w 1962, główny pas startowy został przedłużony do 2600 m, a liczba osób obsługujących bazę wyniosła ponad 1000. Strefa 51 miała zbiorniki paliwa, wieże kontroli lotów oraz boisko do baseballa. Wzmocniono także ochronę – zamknięto pobliską kopalnię, a sąsiadujące tereny stały się zakazaną dla cywilów strefą (wejście do tej strefy grozi śmiercią). W bazie tej odbywały się pierwsze loty samolotów Blackbird takich jak A-12, SR-71, zaniechanej wersji YF-12 jako myśliwca przechwytującego oraz D-21 (UAV).

### Have Blue/Senior Trend/F-117
Pierwsze prototypy Have Blue (rodzina F-117 Nighthawk) latały w Groom Lake w 1977 roku. Testowanie serii wyjątkowo tajnych prototypów kontynuowano do 1981, kiedy to zaczęto już produkować F-117. Oprócz latania, sprawdzano tam także wykrywanie przez radary oraz uzbrojenie tych samolotów. Następnie wszelkie operacje związane z F-117 przeniesiono do Tonopah Test Range, a następnie do Holloman Air Force Base.

## Teorie spiskowe
Najpopularniejsze teorie spiskowe związane ze Strefą 51 dotyczą przetrzymywania i badania pozaziemskich form życia pochodzących z obiektu, który rzekomo rozbił się w 1947 roku w pobliżu Roswell (stan Nowy Meksyk). Częste są również spekulacje o samolocie hipersonicznym o nazwie Aurora, osiągającym kilkakrotną prędkość dźwięku. Oprócz tego twierdzono, że odbywają się tam badania poświęcone nowoczesnym broniom energetycznym, kontroli pogody, podróżom w czasie itd.